# Потрєсов Сергій Вікторович
Потрєсов Сергій Вікторович (Яблоновський Сергій Вікторович, * 15 листопада 1870, м. Харків, Російська імперія — † 6 грудня 1953, Булонь (під Парижем), Франція) — письменник, есеїст, журналіст, літературний і театральний критик, перекладач, педагог, громадський діяч, політичний діяч, член Комітету по організації пошанування Тараса Шевченка у Москві в 1911 році

## Біографія
Народився в родині харківського адвоката, присяжного повіреного Віктора Івановича Потрєсова. Потрєсови були спадковими дворянами. Мати — Аделаїда Ксаверівна, із княжого роду Яблоновських. Зведена сестра — Олена Олександрівна Апостол-Кегич була в 20-30 роки вже ХХ ст. викладачем  Київської консерваторії (на той час — Музикально-драматичного інституту імені М. В. Лисенка).
Сергій Протєсов закінчив історико-філологічний факультет Московського університету ().
Літературну діяльність почав як перекладач Овідія. Багато років працював журналістом в різних газетах. Писав юмористичні вірші і фейлетони під псевдонімом Комар. З 1893 року починає активно співробітничати з газетою «Приазовський край», яка видавалась в Ростові-на-Дону.
Харків наприкінці 19 ст. вважався театральним містом — тут гастролювали всі головні театри Росії. Для харківських газет Сергій Протєсов пише статті по питаннях мистецтва, виступає з театральними рецензіями, «акторськими портретами» — до нього приходить популярність.
У 1896 році в Санкт-Петербурці опублікована його збірка віршів «Стихотворения С. В. Потресова»
У 1901 році Сергія Вікторовича Потрєсова запрошують на роботу в московську газету «Русское слово», де він пропрацював до 1917 року. Це самий продуктивний період діяльності Потрєсова за час його проживання в Росії.
Не дивлячись на незліченну кількість публікацій — щоденний театральний фейлетон, щотижнева рецензія для «Русского слова», статті в двох провінційних газетах, публікації в театральних журналах — Сергій Потрєсов встигав керувати літературними «вівторками» і працювати товаришем (заступником) директора Московського літературно-художнього гуртка, головувати в «Обществе деятелей периодической печати и литератури», суміщаючи це з політичною діяльністю як активного члена «Партии народной свободи».
Він також читав лекції на Вищих жіночих курсах, в університеті Шанявського, а також на Пречистинських курсах для робітників.
Переважна кількість публікацій Сергія Потрєсова виходила під псевдонімом Яблоновський.
Дружина Потрєсова, Олена Олександрівна, після їхнього одруження (1898) почала збирати публікації чоловіка і наклеювати їх в альбоми. В 1915 році вона підрахувала, що з них «… могло би вийти двісті дев'ятнадцять томів щомісячника формату і об'єму популярного тоді журналу „Вестник Европы“».
В 1909 році вийшла книга С. Потрєсова «О театре» (видавництво І. Ситіна, Москва).
Після більшовицького перевороту 1917 року, під чужим прізвищем, без сім'ї — будучи впевненим, що це тимчасово — перебирається на південь Росії, де влада знаходилась в руках Білої армії, продовжує там працювати журналістом.
На початку 1920 року емігрує в Єгипет. Живе в таборі для російських біженців Тель-ель-Кебір в Північній Африці, викладає там російську мову для дітей в організованій ним гімназії.
В тому ж 1920 році Яблоновський, при допомозі друзів, перебирається у Францію, в Париж.
Викладав російську мову і літературу у французьких ліцеях, давав приватні уроки, видав спільно з В. В. Бутчиком російську хрестоматію для французів, які вивчали російську мову.
Входив в Комісію по організації Російського народного університету в Парижі та довго викладав у ньому (1921–1940).
Член Спілки російських письменників і журналістів в Парижі.
В 1925 році вступив в Республікансько-демократичне об'єднання. Був делегатом Російського Зарубіжного з'їзду 1926 року в Парижі, писав про його роботу в пресі.
В 1928 році в Парижі під головуванням І. А. Буніна відбувся захід пошанування Сергія Вікторович Яблоновського з нагоди 35-річчя його літературної діяльності.
Яблоновський був редактором журналу «Восход» (1933), співробітничав в журналах «Иллюстрированная Россия», «На чужой стороне», «Борьба за Россию», «Русские записки», газетах «Общее дело», «Еврейская трибуна», «Руль», «Последние новости», «Россия и славянство» та ін., опублікував спогади про літературне і театральне життя Москви, про письменників, артистів.
Після Другої світової війни Яблоновський був членом правління Спілки російських письменників і журналістів в Парижі, член Об'єднання російських письменників у Франції.
З 1947 року член бюро Видавничого фонду «Русской Мысли». Друкувався у «Новом Русском слове», «Возрождении», «Русской мысли».
Автор спогадів про Л. М. Толстого, В. Г. Короленко, Ф. І. Шаляпіна, Л. В. Собінова, В. І. Качалова, К. А. Коровіна та інших.
Помер Потєсов-Яблоновський на 84 році життя, в 1953 році. Похований на цвинтарі Сент-Женев'єв-де-Буа під Парижем.

## Участь у Комітеті по вшануванню пам'яті Тараса Шевченка
Беручи до уваги контекст книги «На спомин 50-х роковин смерти Тараса Шевченка» і біографію Сергія Вікторовича Протєсова, стає зрозумілим, чому його включили до Комітету по організації вшанування у Москві в 1911 році пам'яті Шевченка поряд з такими європейськими і російськими світилами як Володимир Вернадський, Федір Корш, Агатангел Кримський та іншими.
Яблоновський Сергій Вікторович, саме під цим псевдонімом, під яким його знала вся читаюча Росія, він фігурує у списку Комітету, був з числа «старих українців», вихідців з України, які не соромилися відкрито про це заявляти і не боялися публічно показувати свою прихильність до «особистого ворога царської сім'ї» Тараса Григоровича Шевченка.
Зрозуміло, що Яблоновському в Комітеті доручили, як найбільш авторитетному в Москві журналісту, відповідати за спонукання своїх колег з різних редакцій московських газет і журналів, до інформування своїх читачів про плановану подію — вшанування Кобзаря.
Передбачалось, що від імені Комітету будуть регулярно видаватися інформаційні листки про хід підготовки до Шевченківського свята, але періодична публікація в московських виданнях статей про цю подію зробило їх не потрібними.
Бібліографія публікацій про Тараса Григоровича Шевченка в день святкування — 26 лютого 1911 року — робить честь як московським редакціям газет і журналів, так і Яблоновському Сергію Вікторовичу.
Зрозуміло, що видавцем від імені Комітету книги «На спомин 50-х роковин смерти Тараса Шевченка», яка підсумувала хід підготовки і проведення в Москві Шевченківських свят, теж був Яблоновський Сергій Вікторович.